# Republika Zielonego Przylądka na Letnich Igrzyskach Paraolimpijskich 2004
Republikę Zielonego Przylądka na Letnich Igrzyskach Paraolimpijskich 2004 w Atenach reprezentowało troje sportowców. Był to debiut reprezentacji tego kraju na igrzyskach paraolimpijskich.

## Wyniki

### Lekkoatletyka
Mężczyźni
| Zawodnik             | Konkurencja          | Finał    | Finał   | Źródło |
| Zawodnik             | Konkurencja          | Rezultat | Miejsce | Źródło |
| -------------------- | -------------------- | -------- | ------- | ------ |
| Paulo Cesar Correira | rzut dyskiem F44/F46 | 30,04 m  | 12      | [ 2 ]  |

Kobiety
| Zawodniczka       | Konkurencja            | Finał    | Finał   | Źródło |
| Zawodniczka       | Konkurencja            | Rezultat | Miejsce | Źródło |
| ----------------- | ---------------------- | -------- | ------- | ------ |
| Artimiza Sequeira | pchnięcie kulą F42–F46 | 5,19 m   | 15      | [ 3 ]  |
| Artimiza Sequeira | rzut dyskiem F42–F46   | 16,56 m  | 13      | [ 4 ]  |

### Podnoszenie ciężarów
Mężczyźni
| Zawodnik            | Kategoria | Wynik    | Pozycja | Źródło |
| ------------------- | --------- | -------- | ------- | ------ |
| Paulo Cesar Tavares | –82,5 kg  | 120,0 kg | 16      | [ 5 ]  |